# Ramazan Avcı

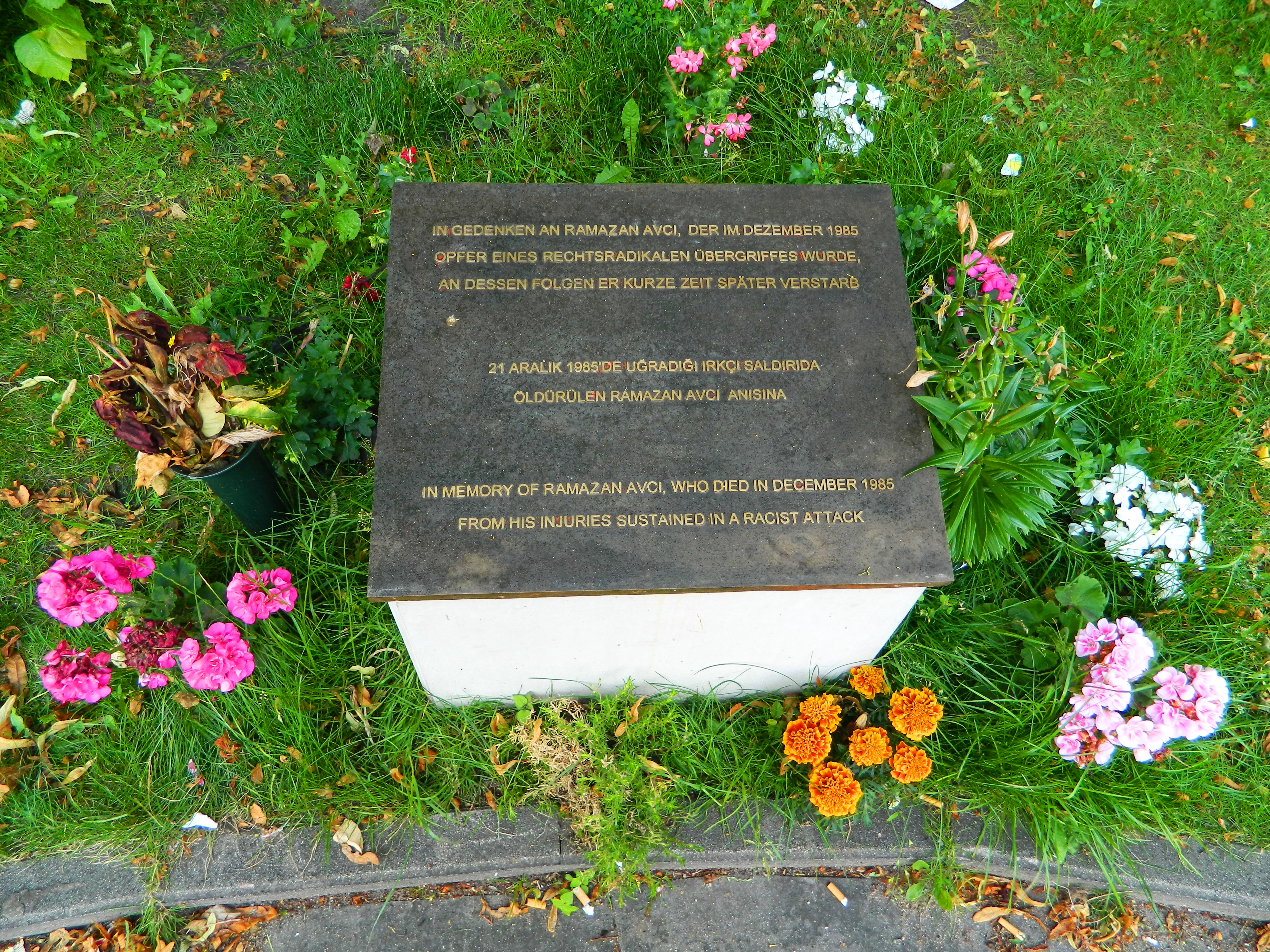
Gedenkstein für Ramazan Avcı vor dem Bahnhof Landwehr

Ramazan Avcı (* 20. Dezember 1959 in Gönen; † 24. Dezember 1985 in Hamburg) war ein in Hamburg lebender Türke, der von rechtsextremen Skinheads aus rassistischen Motiven getötet wurde. Er wurde eines der ersten bekannten Todesopfer rechtsextremer Gewalt in der Bundesrepublik Deutschland. Seine Tötung stand, zusammen mit dem Fall des 28-jährigen Türken Mehmet Kaymakçı, der wenige Monate zuvor ebenfalls von rechtsextremen Skinheads in Hamburg-Langenhorn mit einer Betonplatte erschlagen worden war, am Anfang einer Reihe ähnlicher Taten und erhielt große mediale Aufmerksamkeit auch im Ausland. In den 80er Jahren kam es zu einer Serie rechter Gewalt in Hamburg: Acht Morde, zahlreiche Brandanschläge, zahllose Überfälle und schwere Körperverletzungen. Ziel der Neonazis und rechten Skinheads waren meist Geflüchtete und Migrant:innen; so wie Ramazan Avcı, dessen Sohn 10 Tage nach seinem Tod geboren wurde. 

## Tathergang
Der 26-jährige Ramazan Avcı wartete am Samstagabend den 21. Dezember 1985 zusammen mit seinem Bruder und einem Freund an der Bushaltestelle S-Bahnhof Landwehr nahe der Gaststätte Landwehr in Hamburg-Eilbek auf einen Bus, während es in der Kneipe zu einem Treffen bewaffneter rechter Skinheads aus Bergedorf kam. Einige der Skinheads aus der Kneipe griffen die drei wartenden Türken mit abgebrochenen Flaschen an. Avcı versuchte sich mit einem Gasspray zu verteidigen. Daraufhin bewaffneten sich die Skinheads in der Gaststätte mit Baseballschlägern und ähnlichem Gerät, die drei Männer ergriffen die Flucht. Avcıs Bruder und der gemeinsame Freund, inzwischen von einem Auto verfolgt und aus Leuchtpistolen beschossen, konnten mit einem öffentlichen Verkehrsmittel entkommen. Als Avcı panisch auf die Straße flüchtete, erfasste ihn ein Auto. Noch unter dem Auto liegend wurde er von den etwa 30 Skinheads mit Keulen und Axtstielen bewusstlos geprügelt. Schwer verletzt wird er ins Krankenhaus eingeliefert. Er starb drei Tage später, ohne das Bewusstsein wiedererlangt zu haben an seinen Verletzungen.

## Reaktionen
Die Tat gehörte tagelang zu den Hauptthemen in den bundesdeutschen Nachrichten. Der türkische Generalkonsul in Hamburg Şen wurde vom Norddeutschen Rundfunk zitiert, er hoffe, „dass so eine schreckliche Tat nie wieder passiere und 1986 ein Jahr des Friedens für alle werde“. Von einem Autokorso aus einer langen Schlange von Fahrzeugen durch Hamburg zum Flughafen begleitet, wurde die Leiche Avcıs nach Ankara überführt. Die Wochenzeitung Die Zeit berichtete von weiteren Übergriffen am Tag des Trauerumzuges für Avcı. So hätten sieben Skins einen Türken und seine beiden Söhne mit Bierflaschen und Ketten verletzt. Als direkte Reaktion auf Avcıs Tötung seien auch kurzfristig Gruppen zur Selbstverteidigung und Jugendgangs innerhalb der türkischen Bevölkerung Hamburgs gegründet worden, die aber nicht lange aufrechterhalten wurden. Am 11. Januar 1986 demonstrieren 10.000 Menschen im Gedenken an Avcı in Hamburg. Dies war die bislang größte explizit gegen rassistische Gewalt gerichtete Demonstration in der Bundesrepublik. Es gründeten sich mehrere Gedenkinitiativen an Ramazan Avci.
Mehr als 25 Jahre nach seinem Tod rückte Gülistan Ayaz, die Verlobte Avcıs und Mutter des gemeinsamen Kindes, den fast vergessenen Fall wieder ins Licht der Öffentlichkeit. Sie gründete eine Initiative zum Gedenken an Avcı. Nachdem die Morde der rechtsterroristischen Gruppe „Nationalsozialistischer Untergrund“ bekannt geworden waren, erhielt ihre Initiative öffentliche Aufmerksamkeit und führte zur Benennung des Ramazan-Avci-Platzes in der Nähe des Tatortes.

## Täter
Die Polizei konnte direkt nach der Tat fünf der Skinheads, die noch Waffen bei sich führten, festnehmen. Nach einem Verhör wurden die Täter wieder freigelassen. Zunächst wegen Mordes angeklagt (diese Anklage wurde jedoch später zurückgezogen), mussten sich diese fünf später wegen Totschlages verantworten. Am Ende waren es vier der Angeklagten, die zu Strafen zwischen drei und zehn Jahren verurteilt wurden. Diese wurden zum Teil als Jugendstrafen verhängt. Die Tatsache, dass sich Ramazan Avci mit Gasspray verteidigen wollte, gilt als strafmildernd. Vergleichbare Strafen hatten auch die Totschläger Kaymakçıs erhalten. Die Tat wurde vor Gericht und in den Medien entpolitisiert und als Jugendgewalt banalisiert, obwohl die rassistische Motivation der Täter offensichtlich war. 

## Wirkung
Während zeitgenössische Kommentare in dem Ereignis gern einen Schlusspunkt der Gewalt und Lähmung der rechten Szene sehen wollen, ist rückblickend erkennbar, dass der Fall zumindest der rechten Skinheadszene vielmehr enormen Auftrieb gegeben hat.

„Angekurbelt durch die massive Berichterstattung der Medien über den von Hamburger Naziskins getöteten Türken Ramazan Avcı kam es ab dem Jahr 1985 zu einer regelrechten Invasion der Naziskins. Wurden die Skins seit Jahren als rechte Schläger tituliert, wurde nun ihrerseits nichts mehr unternommen, um den Ruf zu retten, im Gegenteil. Hitlergruß, Aufmärsche, öffentliches Gedenken des Todestags diverser Naziverbrecher und Sieg-Heil-Gegröle in aller Öffentlichkeit kamen in Mode. Die Gewalt nahm proportional zum Anwachsen der Szene zu.“

## Gedenken
Um ein „sichtbares Zeichen des Gedenkens an die Opfer rechtsextremer Gewalt zu setzen“, wurde der Platz vor dem S-Bahnhof Landwehr, auf dem Avcı getötet wurde, im Dezember 2012 auf Beschluss der Hamburgischen Bürgerschaft vom Hamburger Senat als Ramazan-Avci-Platz benannt.
Im Februar 2025 fassten Felix Krebs und Florian Schubert die rechte Gewalt der 1980er Jahre in Hamburg im Buch "Hamburger "Baseballschlägerjahre"- Rechte und rassistische Gewalt in den 1980er-Jahren: gesellschaftliche Bedingungen und staatliche Reaktionen" zusammen.

## Nachweise
1. ↑  Oliver Diedrich: Er hatte keine Chance zu überleben. Protokoll der Sendung Hamburg Journal vom 22. November 2015 von https://www.ndr.de/geschichte/chronologie/Hamburg-1985-Skinheads-erschlagen-Ramazan-Avci,avci106.html
2. ↑  Sabine Stamer: Manche lernen Karate. In: Die Zeit 4/1987.
3. ↑  Christian Unger: Was Hass aus Liebe macht, Hamburger Abendblatt Online, 23. Juni 2012.
4. 1 2  Ramazan-Avci-Platz am S-Bahnhof Landwehr eingeweiht. In: bundespresseportal.de. 19. Dezember 2012, archiviert vom Original am 27. September 2017; abgerufen am 11. September 2021.
5. ↑  Markus Messics; In: Skinheads: Antirassisten oder ‚rechte Schläger‘?  Lit-Verlag, Berlin 2006, ISBN 978-3-8258-9359-0, S. 61.
6. ↑  Hamburgs »Baseballschlägerjahre«. Abgerufen am 11. Februar 2025.

| Personendaten    | Personendaten                                    |
| ---------------- | ------------------------------------------------ |
| NAME             | Avcı, Ramazan                                    |
| KURZBESCHREIBUNG | türkischer Mann, von Hamburger Skinheads getötet |
| GEBURTSDATUM     | 20. Dezember 1959                                |
| GEBURTSORT       | Gönen                                            |
| STERBEDATUM      | 24. Dezember 1985                                |
| STERBEORT        | Hamburg                                          |